# Amblypodia anita
Amblypodia anita là một loài thuộc họ Lycaenidae hay bướm ngày xanh, được tìm thấy ở châu Á.

## Hình ảnh

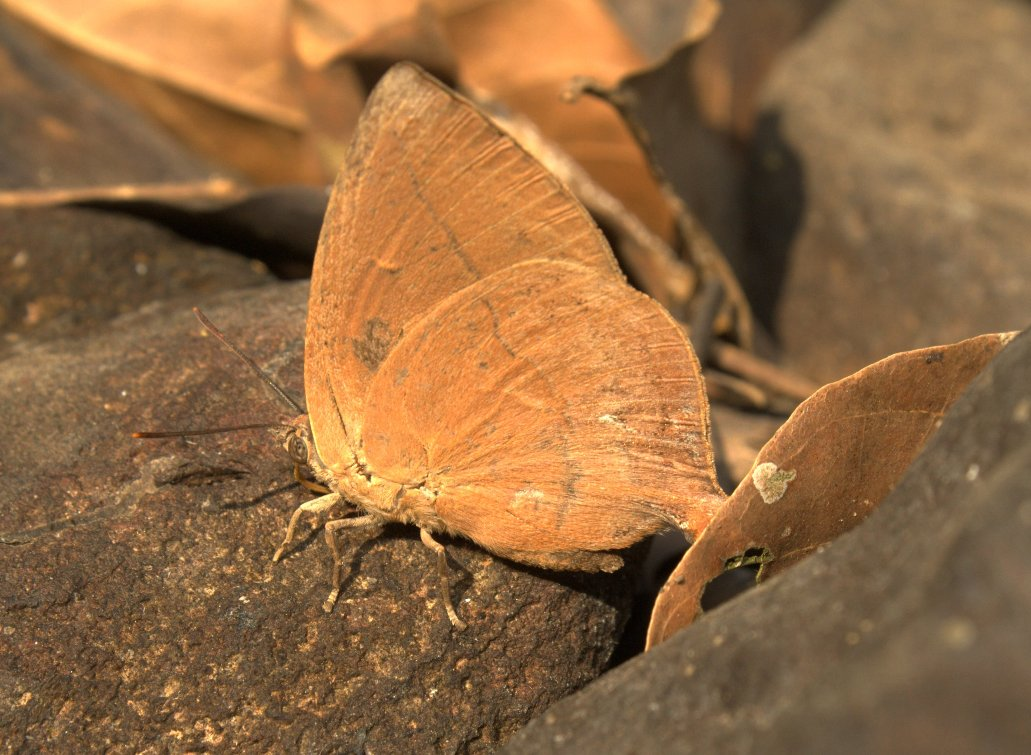
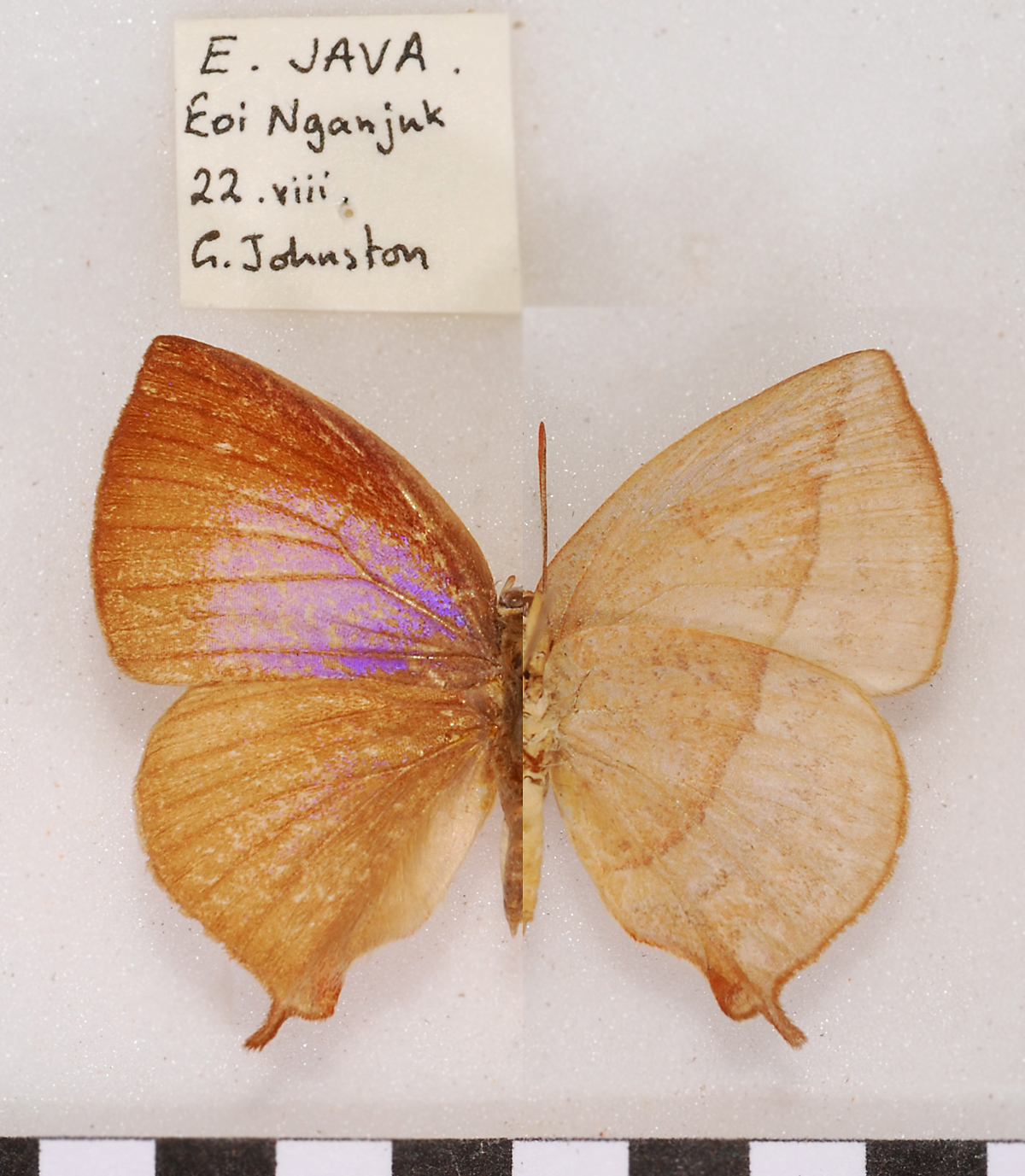
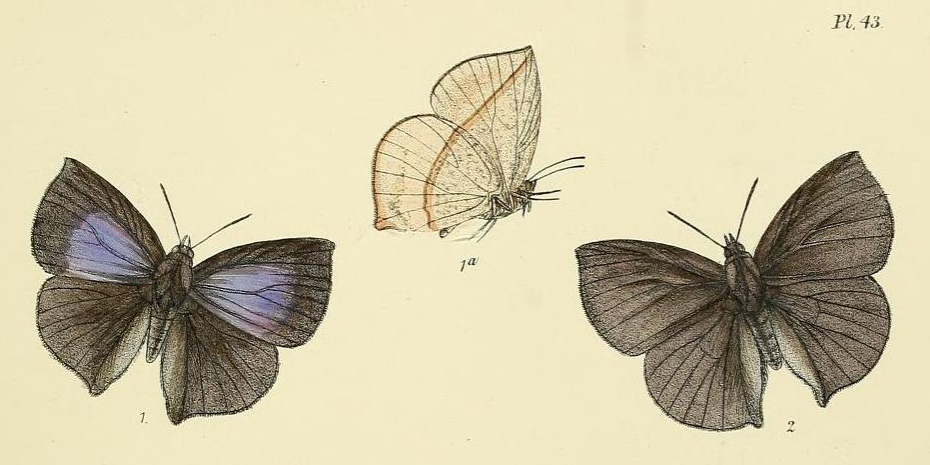
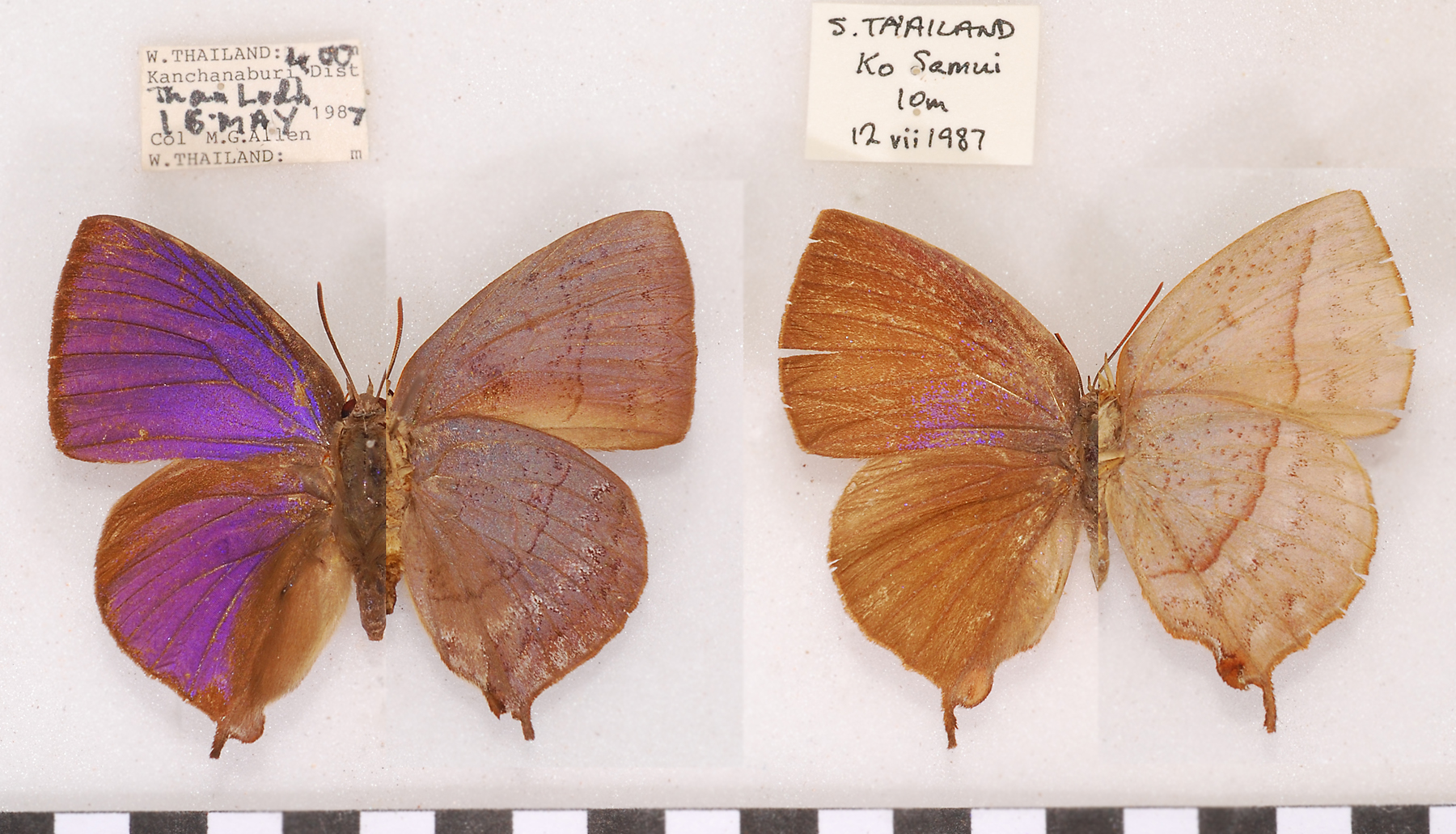